# Calandrinia graminifolia
Calandrinia graminifolia är en källörtsväxtart som beskrevs av Rodolfo Amando Philippi. Calandrinia graminifolia ingår i släktet sidenblommor, och familjen källörtsväxter. Inga underarter finns listade i Catalogue of Life.